# Músculos lumbricais (mão)
Os músculos lumbricais são músculos da mão.
LUMBRICAIS (4 Músculos)
Mão - Região Palmar Média 
Inserção Proximal: Tendão do músculo flexor profundo dos dedos 

Inserção Distal: Tendão do músculo extensor dos dedos 

Inervação: Nervo Mediano (1º e 2º) e Nervo Cúbital (3º e 4º) (C8 e T1) 

Ação: Flexão da MF e extensão da IFP e IFD do 2º ao 5º dedos + propriocepção dos dedos  